# قطعنامه ۱۴۹۶ شورای امنیت
قطعنامه ۱۴۹۶ شورای امنیت سازمان ملل متحد که در تاریخ ۳۱ جولای ۲۰۰۳ تصویب شد، سندی بین‌المللی دربارهٔ بررسی وضعیت خاورمیانه است. این قطعنامه طی نشست ۴۸۰۲ام با ۱۵ رای موافق، ۰ مخالف و ۰ ممتنع تصویب شد.